# Avro Canada CF-100 Canuck
Avro Canada CF-100 Canuck – kanadyjski myśliwiec dalekiego zasięgu wyprodukowany przez firmę Avro Canada w liczbie 692 egzemplarzy. Samolot służył w Królewskich Kanadyjskich Siłach Powietrznych trzydzieści lat. Znalazł się także na wyposażeniu lotnictwa Belgii
Pomimo iż CF-100 nie był samolotem naddźwiękowym, na maszynie w wersji Mk 4 szef pilotów oblatywaczy zakładów Avro Janusz Żurakowski 18 grudnia 1952 roku przekroczył barierę dźwięku w locie nurkowym.

## Historia

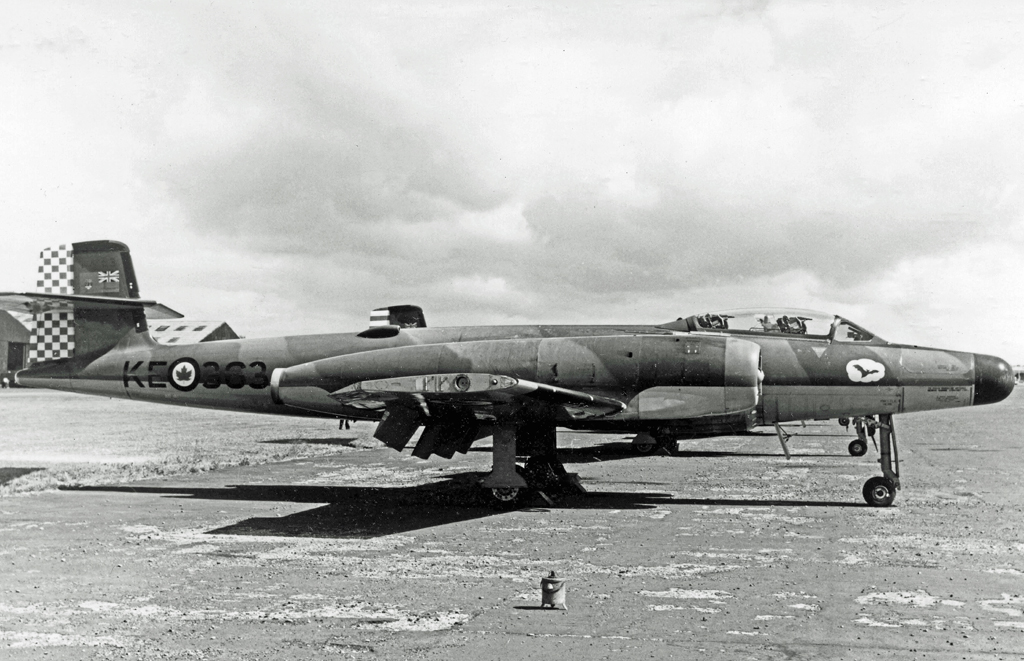
Avro Canada CF-100 Canuck 4B

Kanadyjskie Siły Powietrzne potrzebowały samolotu myśliwskiego zdolnego do odbywania długotrwałych patroli nad rozległymi północnymi terytoriami Kanady. Po zakończeniu II wojny światowej pojawiło się nowe zagrożenie: Związek Radziecki – i to właśnie znad okolic arktycznych oczekiwano potencjalnego ataku radzieckich sił powietrznych. Prace nad nowym samolotem, oznaczonym jako XF-100, rozpoczęto w październiku 1946 roku. Nowa maszyna charakteryzować się miała bardzo dużym zasięgiem i zdolnością do operowania w każdych warunkach atmosferycznych. Wybudowano dwa prototypy, pierwszy z nich oznaczony jako CF-100 Mark 1 wzbił się do swojego dziewiczego lotu 19 stycznia 1950 roku. Napędzany był brytyjskimi silnikami Rolls-Royce Avon RA 3 o mocy 28,9 kN każdy. Po zakończeniu prób przystąpiono do budowy tzw. serii zerowej, dziesięciu maszyn oznaczonych jako wersja Mk 2. Pierwsza z nich wzbiła się w powietrze 20 czerwca 1950 roku. W samolotach tych zastosowano już kanadyjskie silniki turboodrzutowe Avro Canada Orenda 2 o mocy 26,7 kN. Samoloty nie były uzbrojone a jeden z nich (niektóre źródła podają dwie maszyny) został przebudowany na maszynę treningową oznaczoną jako Mk 2T.
Pierwsza wersja produkcyjna oznaczona była jako Mk 3 (70 samolotów), samoloty napędzane były silnikami Avro Canada Orenda 2 i posiadały uzbrojenie, osiem karabinów maszynowych Colt Browning kalibru 12,7 milimetra oraz radar APG-33. Kolejna wersja Mk 4 otrzymała silniki Orenda 9 (każdy z silników po 29,1 kN mocy), nowy radar APG-40 i niekierowane uzbrojenie rakietowe, dwa pojemniki po 29 rakiet kalibru 70 milimetrów umieszczonych na końcach skrzydeł i jeden pojemnik podkadłubowy z 48 rakietami. Pojemnik podkadłubowy mógł być wymieniony na zasobnik z ośmioma karabinami 12,7 milimetra. Wersje Mk 4, na których zamontowano nowy silnik Orenda 11 (każdy po 32,4 kN) oznaczono jako Mk 4B. W 1954 roku oblatano ostatnią wersję CF-100 Mk 5 z silnikami Orenda 11 lub 18. W Royal Canadian Air Force samolot służył do 1981 roku. 53 egzemplarze samolotu otrzymała Belgia, która używała samolot w latach 1957–1964.

## Konstrukcja

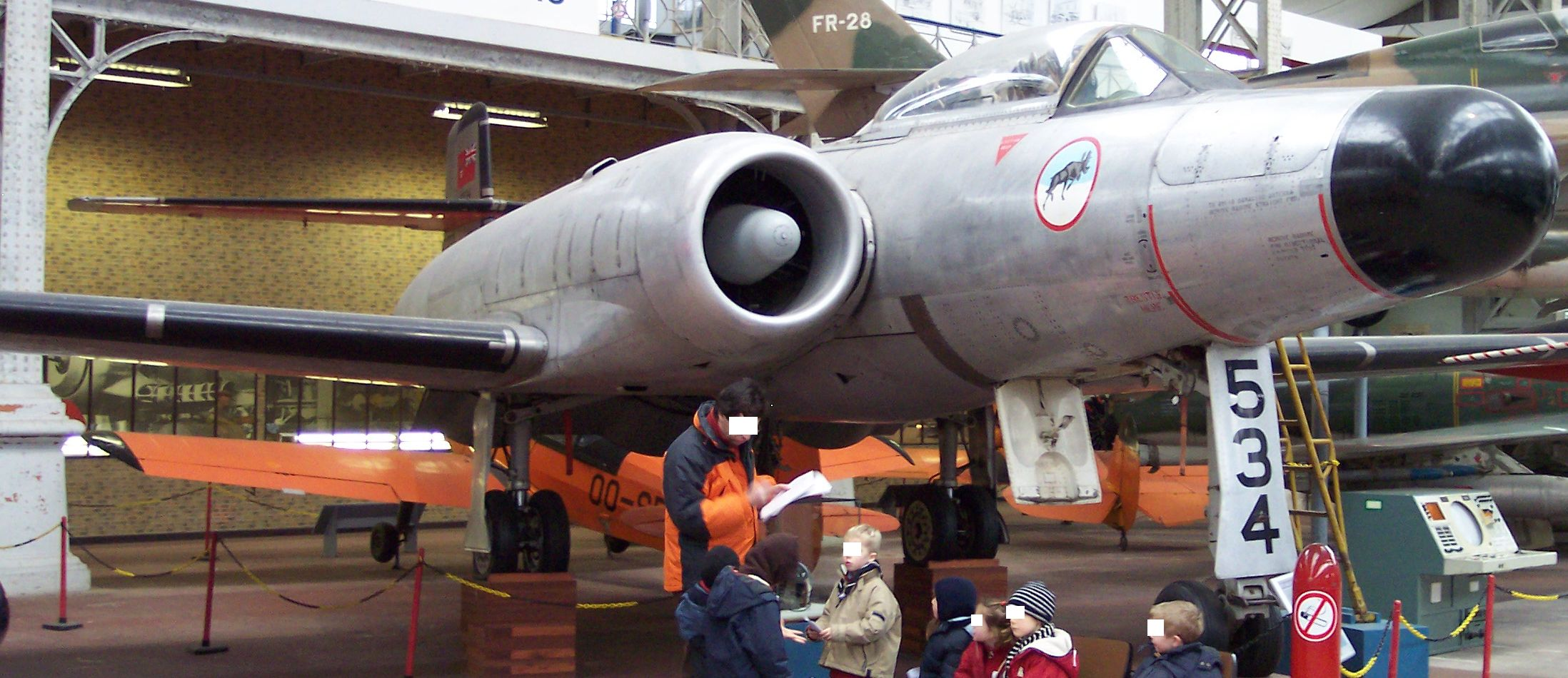
Avro Canada CF-100

CF-100 był całkowicie metalowym, dwusilnikowym, wolnonośnym dolnopłatem. Proste, dwudźwigarowe skrzydło o trapezowym obrysie, wyposażone w lotki, dwuszczelinowe klapy wyporowe i płytowe hamulce aerodynamiczne umieszczone na obydwu powierzchniach skrzydeł. Klasyczne usterzenie wolnonośne, usterzenie poziome umieszczone w połowie wysokości usterzenia pionowego. Podwozie chowane, przednie dwukołowe do wnęki w kadłubie, główne również – dwa zespoły po dwa koła do wnęk w centralnej części skrzydeł. Napęd w gondolach silnikowych umieszczonych przy kadłubie po obu jego stronach.

## Wersje

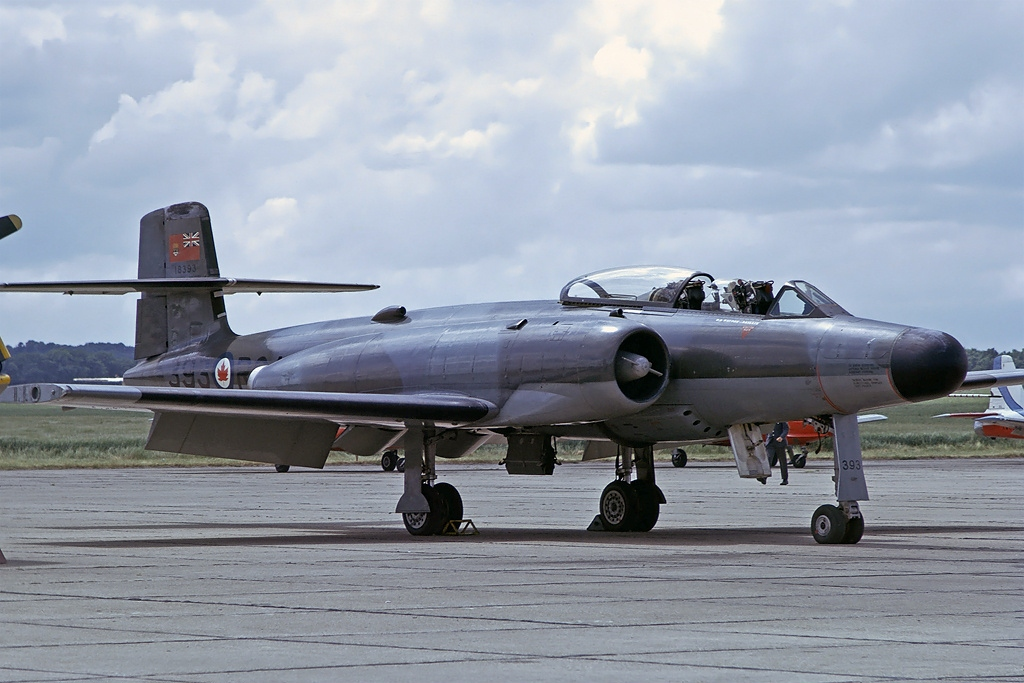
Avro Canada CF-100 Mk4B

- CF-100 Mk 1 – pierwsze dwa prototypy.
- CF-100 Mk 1P – planowana wersja zwiadowcza, nie wybudowana.
- CF-100 Mk 2 – dziesięć samolotów serii zerowej.
- CF-100 Mk 2T – wersja szkolno-treningowa.
- CF-100 Mk 3 – pierwsza wersja seryjna.
- CF-100 Mk 3A – wersja napędzana silnikiem Orenda 2, wybudowano 21 egzemplarzy.
- CF-100 Mk 3B – wersja napędzana silnikiem Orenda 8, 45 egzemplarzy.
- CF-100 Mk 3CT – wersja szkolno-treningowa, której oznaczenie zmieniono na Mk 3D, jeden samolot.
- CF-100 Mk 4 – druga wersja seryjna.
- CF-100 Mk 4A – wersja napędzana silnikiem Orenda 9, 137 egzemplarzy.
- CF-100 Mk 4B – wersja napędzana silnikiem Orenda 11, 141 egzemplarzy.
- CF-100 Mk 4X – nie wybudowana planowana, kolejna wersja Mk 4.
- CF-100 Mk 5 – wersja napędzana silnikami Orenda 11 lub 18, 332 egzemplarzy.
- CF-100 Mk 5D – wersja przeznaczona do zadań walki radioelektronicznej.
- CF-100 Mk 5M – wersja przystosowana do przenoszenia pocisków AIM-7 Sparrow II.
- CF-100 Mk 6 – planowana wersja uzbrojona w rakiety AIM-7 Sparrow II, niezbudowana.